# Брантли (округ)
Бра́нтли (англ. Brantley County) — округ штата Джорджия, США. Население округа на 2000 год составляло 14629 человек. Административный центр округа — город Наханта.

## История
Округ Брантли основан в 1920 году.

## География
Округ занимает площадь 1150 км2.

## Демография
Согласно Бюро переписи населения США, в округе Брантли в 2000 году проживало 14629 человек. Плотность населения составляла 12.7 человек на квадратный километр.